# Ali (US-amerikanischer Rapper)
Ali (* 1972; eigentlich Ali Jones) ist ein US-amerikanischer Rapper aus St. Louis. Mitte der 2000er Jahre war er an zwei Tophits des Rappers Nelly beteiligt.

## Werdegang
Zusammen mit Nelly, Murphy Lee, Kyjuan, City Spud und Slo'Down war er 1993 Mitbegründer der Rapformation St. Lunatics. Ali ist öfters auf dem Solo-Album von Nelly als Gastmusiker zu hören.
Im Jahr 2002 veröffentlichte Ali unter dem Titel Heavy Startch sein Solodebüt.
2007 brachte er das Album mit dem Bandnamen Kinfolk mit Goodie Mob Member Big Gipp heraus.
Ali ist bei Nellys Label Derrty ENT, einem Sublabel von Universal.

## Diskografie

### Alben
- 2002: Heavy Starch (Universal)
- 2007: Kinfolk (mit Big Gipp) (Universal)

### Singles
- 2001: Batter Up (Nelly feat. Murphy Lee and Ali)
- 2002: Breathe In, Breathe Out (Ali feat. St. Lunatics)
- 2002: Air Force Ones (Nelly feat. Kyjuan, Murphy Lee and Ali)
- 2005: Grillz (Nelly feat. Paul Wall, Ali & Gipp)
- 2006: Hard n da Paint (Ali & Gipp feat. Nelly)